# Gare de Réhon
Gare de Réhon vasútállomás Franciaországban, Réhon településen.

## Vasútvonalak
Az állomást az alábbi vasútvonalak érintik:
- Longuyon–Mont-Saint-Martin-vasútvonal

## Kapcsolódó állomások
A vasútállomáshoz az alábbi állomások vannak a legközelebb: